# Аристофан Візантійський
Аристофан Візантійський (дав.-гр. Ἀριστοφάνης; бл. 257 — 180 до н. е.) — давньогрецький граматик та філолог, очільник Александрійської бібліотеки.

## Біографія
Народився у місті Візантій, від назви якого отримав своє прізвисько. Ще в молоді роки переїхав до Александрії Єгипетської, де працював в Александрійській бібліотеці під керівництвом Зенодота та Каллімаха, які суттєво вплинули на вибір діяльності молодого вченого: основним напрямком його досліджень стали граматика та лексикографія.
Він перший ввів знаки пунктуації та знаки наголосу. Пунктуаційна система Аристофана складалася із крапок, які розміщувалися внизу, посередині або зверху рядка, щоб показати, наскільки глибоко треба вдихнути актору, щоб прочитати фрагмент тексту вголос.
Аристофан Візантійський близько 195 року до н. е. після Ератосфена очолив Александрійську бібліотеку. На той час він вже мав значний авторитет як вчений і на цій посаді продовжив справу попередників з наповнення та розширення бібліотечних фондів, залучення до роботи в Александрії видатних учених.
Аристофан підготував коментоване видання «Іліади» та «Одісеї» Гомера на основі праць попередників, видавав Гесіода, ліриків VI і V століть до н. е. — Алкмана, Алкея, Анакреонта, Піндара. До Аристофана тексти ліриків записувалися поспіль, як проза; філолог в своєму виданні запропонував поділ ліричних поетів на колони, і цей поділ надалі відтворювалося для деяких авторів аж до XIX століття. Він підготував видання комедіографа Аристофана, вперше видав трагедії Софокла та Евріпіда. Імовірно від Аристофана бере початок прийнятий в Александрії «канон» видатних письменників.
Найвідоміший з учнів Аристофана Візантійського — його наступник на посаді голови бібліотеки Аристарх Самофракійський.
Помер Аристофан Візантійський імовірно в Александрії у 180 році до н.е.